# Alter Markt (Linz)

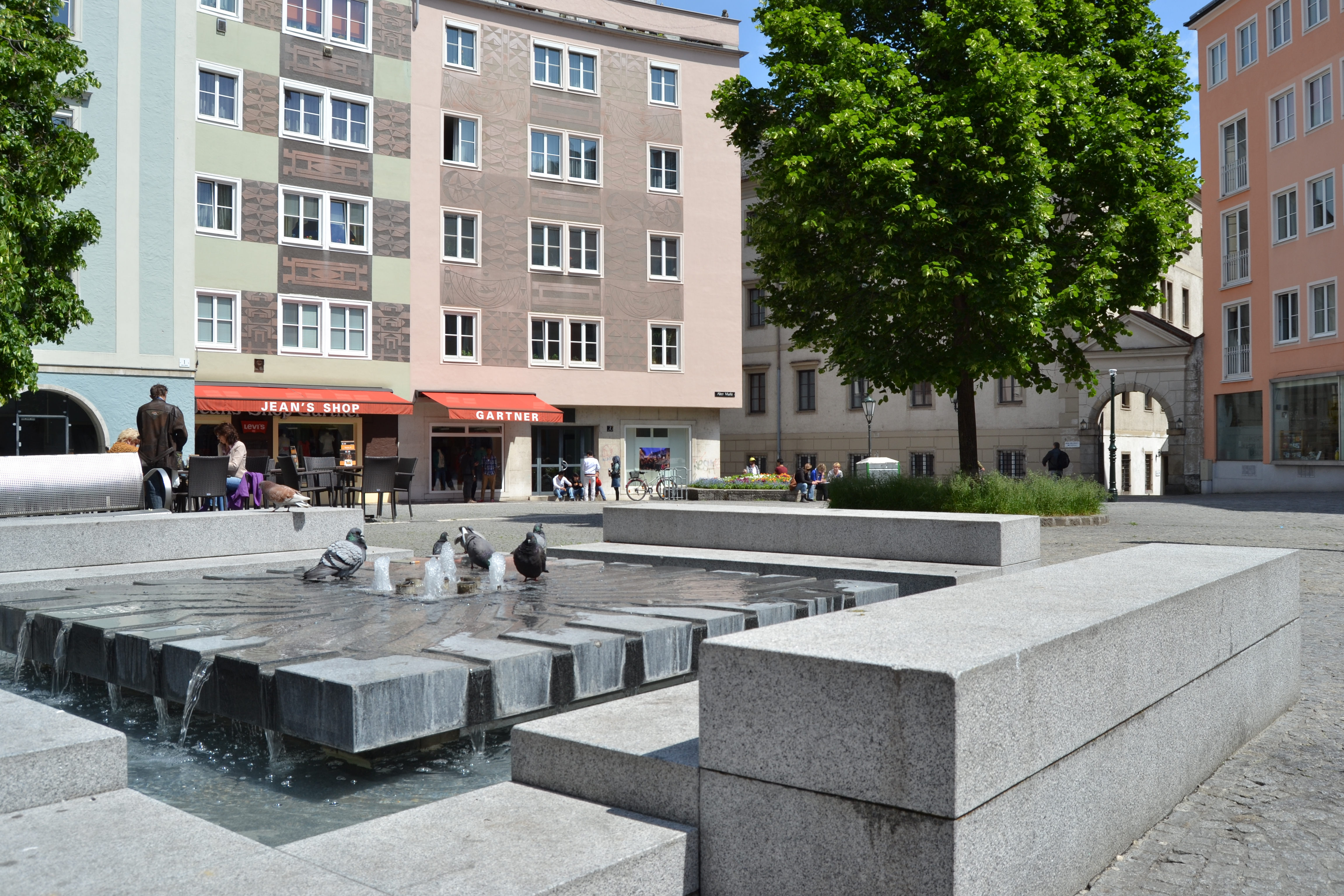
Alter Markt

Der Alte Markt ist ein zentraler öffentlicher Platz in der oberösterreichischen Landeshauptstadt Linz.

## Lage
Der Platz ist begrenzt von der Altstadt und der Hahnengasse. Im Hochmittelalter war an dieser Stelle der Marktplatz, der später verbaut wurde. Prägend für diesen Platz ist neben dem Kremsmünsterer Haus das um 1950, anstelle der im Zweiten Weltkrieg zerstörten Altstadthäuser – darunter auch die Dreifaltigkeitskapelle, an die heute ein mit Pflastersteinen gestalteter Umriss erinnert –, errichtete Ensemble im Heimatschutzstil.
1990 wurde am Alten Markt durch den Bildhauer Günter Wolfsberger ein Jubiläumsbrunnen errichtet.

## Kultur und Sehenswürdigkeiten
- Losensteiner Freihaus Altstadt 2, Hofgasse 17
- Konrad-Vogel-Haus Altstadt 4
- Freihaus Salburg Altstadt 6 und 8
- Kremsmünsterer Stiftshaus Altstadt 10
- Markthalle (Linz) ehem. Waaghaus Altstadt 12
- Hebenstreit-Haus Altstadt 14, Tummelplatz 1
- Bäckerhaus Altstadt 5, Hahnengasse 7
- Starhemberger Freihaus Hofgasse 9, Hahnengasse 1